# 아세틸시스테인
아세틸시스테인(영어: acetylcysteine) 또는 N-아세틸시스테인(영어: N-acetylcysteine), NAC)은 아세트아미노펜의 과다복용을 치료하고 낭포성 섬유증이나 만성 폐쇄성 폐질환 환자의 고농도의 점액을 완화시키기 위해 사용되는 의약품이다. 정맥 주사, 구강 또는 스프레이 형태의 흡입을 통해 투여할 수 있다. 일부 사람들은 아세틸시스테인을 식이 보충제로 사용한다.
일반적인 부작용으로는 구강으로 복용 시 메스꺼움, 구토를 포함한다. 피부가 간헐적으로 빨갛게 되거나 가려움이 발생할 수 있다. 비면역형태의 과민증도 발생할 수 있다. 임신 중에 사용해도 안전한 것으로 간주된다. 파라세타몰 과다복용의 경우 파라세타몰의 독성 분해 산물을 중화시킬 수 있는 산화방지제인 글루타티온의 수준을 증가시킴으로써 동작한다. 흡입할 때에는 점액의 농도를 감소시키는 점액용해제의 역할을 한다.
아세틸시스테인은 1960년에 처음 특허를 받았으며 1968년 사용이 허가되었다. 의료제도에 필수적인 가장 효과적이고 안전한 의약품 목록인 WHO 필수 의약품 목록에 등재되어 있다. 제네릭 의약품으로 구매가 가능하며 저렴한 편이다.

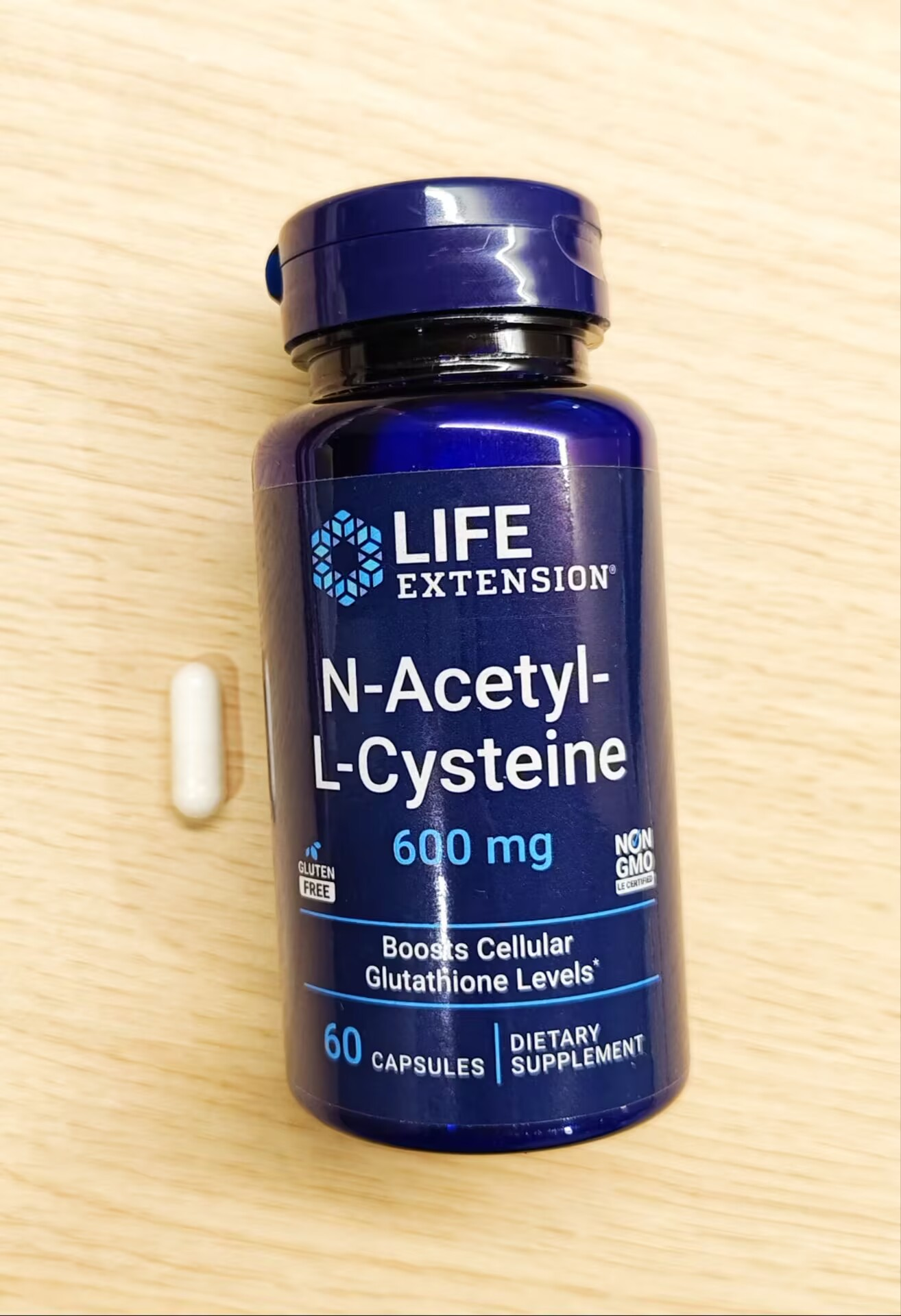
건강기능식품 회사 Life Extension 에서 판매하는 아세틸시스테인 캡슐